# Ted Haggard
Ted Arthur Haggard (27 de junio de 1956) es un pastor metodista estadounidense, fundador y expastor de la megaiglesia Iglesia Nueva Vida, en la ciudad de Colorado Springs (estado de Colorado), hasta 2006, y de la Iglesia Metodista Libre Saint James entre 2010 y 2022.
Es uno de los fundadores de la Association of Life-Giving Churches, además de presidir la Asociación Nacional de Evangélicos (NAE) desde 2003 hasta noviembre de 2006.

## Biografía
Estudió Teología en la Universidad Oral Roberts, en la ciudad de Tulsa (estado de Oklahoma), donde se graduó en 1978.
Posteriormente, trabajó durante unos meses como ministro de la Convención Bautista del Sur.

### Ministerio
En 1984, con 27 años de edad, tuvo que mudarse a la ciudad de Colorado Springs (estado de Colorado), donde fundó la Iglesia Nueva Vida, de fe carismática.
En 2001, fundó la Asociación de Iglesias que dan vida, que en 2006 contaba con 300 iglesias miembros.
En noviembre de 2006 surgieron acusaciones en los medios de comunicación, que expresaban que Ted Haggard tenía relaciones homosexuales con un prostituto llamado Mike Jones.
Inicialmente, Haggard negó conocer siquiera a Mike Jones, pero a lo largo de las revelaciones de los medios, fue reconociendo que algunas de las alegaciones eran ciertas, hasta que admitió haber comprado metanfetamina para consumirla con el prostituto.
Más tarde, incluyó la «inmoralidad sexual» en su lista de confesiones que hiciera a su congregación.
Tras esa confesión, Ted Haggard fue destituido de todos sus puestos de dirección.
Después de la publicación del escándalo, en enero de 2007 Haggard entró en tres semanas de una intensa «terapia de reconversión heterosexual cristiana» que fue supervisada por cuatro ministros hombres.
El 6 de febrero de 2007, uno de esos ministros, Tim Ralph, declaró que Haggard se había vuelto «totalmente heterosexual».
Tim Ralph dijo luego que lo que había querido decir es que la terapia «dio a Ted herramientas para abrazar su lado heterosexual».
Sin embargo, las organizaciones gais, y el propio prostituto Mike Jones, se mostraron reticentes a creer que con sólo tres semanas de tratamiento Haggard se hubiera «recuperado» de su homosexualidad.
En enero de 2009, funcionarios de la antigua Iglesia Haggard anunciaron que un joven miembro de la iglesia se había presentado en 2006 y que tenían pruebas irrefutables de una o varias relaciones homosexuales consensuadas pero inapropiadas en el ámbito del pastoreo evangélico.
El pastor Brady Boyd dijo que la iglesia llegó a un acuerdo con la víctima. Según la víctima, Haggard realizó un acto sexual frente a él en 2006 y no fue consensuado.
Por otro lado, en noviembre de 2009 Ted Haggard comenzó un grupo de oración en su casa de la misma manera como había fundado la iglesia New Life (‘nueva vida’), que contó con la asistencia de 100 personas en la primera reunión.
Este regreso inesperado y prematuro de Haggard al liderazgo cristiano ha generado polémicas, sobre todo por parte de las personas que formaron parte del equipo de restauración
En 2010, él y su esposa fundaron la Iglesia Metodista Libre Saint James en Colorado Springs.
En abril de 2022, vendió el almacén que alberga la iglesia de Saint James por 1,95 millones de dólares. 
La venta se produjo después de que surgieran nuevas acusaciones sobre las relaciones inapropiadas de Haggard con los niños de la iglesia y el uso de metanfetamina.
Ese mismo año fundó una nueva iglesia en su casa.
En 2022, doce años después de fundar su nueva iglesia se le acusó de realizar conductas homosexuales con menores de edad de su congregación y de usar drogas.